# Oinopidész
Oinopidész (görög betűkkel Οἰνοπίδης, latinosan Oenopides) a Kis-Ázsia partjaihoz közeli Khioszban élt, valószínűleg i. e. 440 körül. A püthagoreusokhoz tartozó csillagász az égitestek keringési idejének és a naptári periódusok összehangolásával foglalkozott. Platónhoz hasonlóan definiált egy több éves periódust (59 naptári év) és  a közönséges év hosszát 365+22/59 napban állapította meg. Megfigyeléseket és számításokat végzett az ekliptika hajlásszögének meghatározására. Az Eukleidészt megelőző, többségükben elveszett, csak más művekben szereplő utalásokból ismert összefoglaló munkák, tankönyvek közül Oinopidész Elemek című könyve a legrégebbi.